# Парламентские выборы в Белизе (1979)
Парламентские выборы в Белизе прошли 21 ноября 1979 года. В результате победила правящая Народная объединённая партия, получившая 13 из 18 мест парламента и вновь сохранив большинство мест. Явка составила 89,9 %.

## Предвыборная обстановка
Народная объединённая партия пришла к выборам с большинством в 13 из 18 депутатских мест, после того как в 1975 году член Палаты представителей района Толедо Висенте Чоко вышел из оппозиционной Объединенной демократической партии и примкнул к правящему большинству.
В 1979 году белизцы были обеспокоены в первую очередь продвижением страны к независимости и гватемальскими территориальными притязаниями. Объединённая демократическая партия не была сторонником продвижения к независимости без существенного урегулирования территориального спора с Гватемалой. В результате Народная объединённая партия превратила выборы в своего рода референдум по вопросу о независимости. Рекордно высокой явкой и поддержкой позиции Народной объединённой партии белизцы чётко заявили о своих предпочтениях. Это запустило процесс, который привёл Белиз к независимости от Великобритании в 1981 году.

## Результаты
| Партия                               | Голоса | %    | Места |
| ------------------------------------ | ------ | ---- | ----- |
| Народная объединённая партия         | 23 309 | 52,4 | 13    |
| Объединённая демократическая партия  | 21 045 | 47,4 | 5     |
| Прогрессивная партия Толедо          | 96     | 0,2  | 0     |
| Недействительных/пустых бюллетеней   | 521    | -    | -     |
| Всего                                | 44 971 | 100  | 18    |
| Зарегистрированных избирателей/ Явка | 50 023 | 89,9 | -     |
| Источник: Nohlen                     |        |      |       |